# Reino da Bulgária
O Czarado da Bulgária (em búlgaro: Царство България), também conhecido como Terceiro Czarado Búlgaro (em búlgaro: Трето Българско Царство), geralmente conhecido como Reino da Bulgária, ou simplesmente Bulgária, foi uma monarquia constitucional no sudeste da Europa, que foi estabelecida em 5 de outubro [Calend. juliano: 22 de setembro] 1908, quando o estado búlgaro passou de principado a czarado.
O príncipe Fernando, fundador da família real, foi coroado czar na Declaração de Independência, principalmente por causa de seus planos militares e por buscar opções para a unificação de todas as terras na região dos Bálcãs com uma maioria étnica búlgara (terras que haviam sido tomadas da Bulgária e dadas ao Império Otomano no Tratado de Berlim). Ele e seus sucessores foram considerados reis internacionalmente.
O estado esteve quase constantemente em guerra durante toda a sua existência, o que lhe rendeu o apelido de "Prússia Balcânica". Durante vários anos, a Bulgária mobilizou um exército de mais de 1 milhão de pessoas de sua população de cerca de 5 milhões e, na década de 1910, envolveu-se em três guerras: a Primeira e a Segunda Guerras Balcânicas e a Primeira Guerra Mundial. Após a Primeira Guerra Mundial, o exército búlgaro foi dissolvido e proibido de existir pelas Potências Aliadas, e todos os planos de unificação nacional das terras búlgaras falharam.
Menos de duas décadas depois, a Bulgária entrou na Segunda Guerra Mundial ao lado das potências do Eixo e mais uma vez se viu no lado perdedor até mudar de lado para os Aliados em setembro de 1944. Em 1946, a monarquia foi abolida, seu último czar, Simeão II, foi enviado para o exílio e o czarado foi substituído pela República Popular da Bulgária.

## História

### Formação

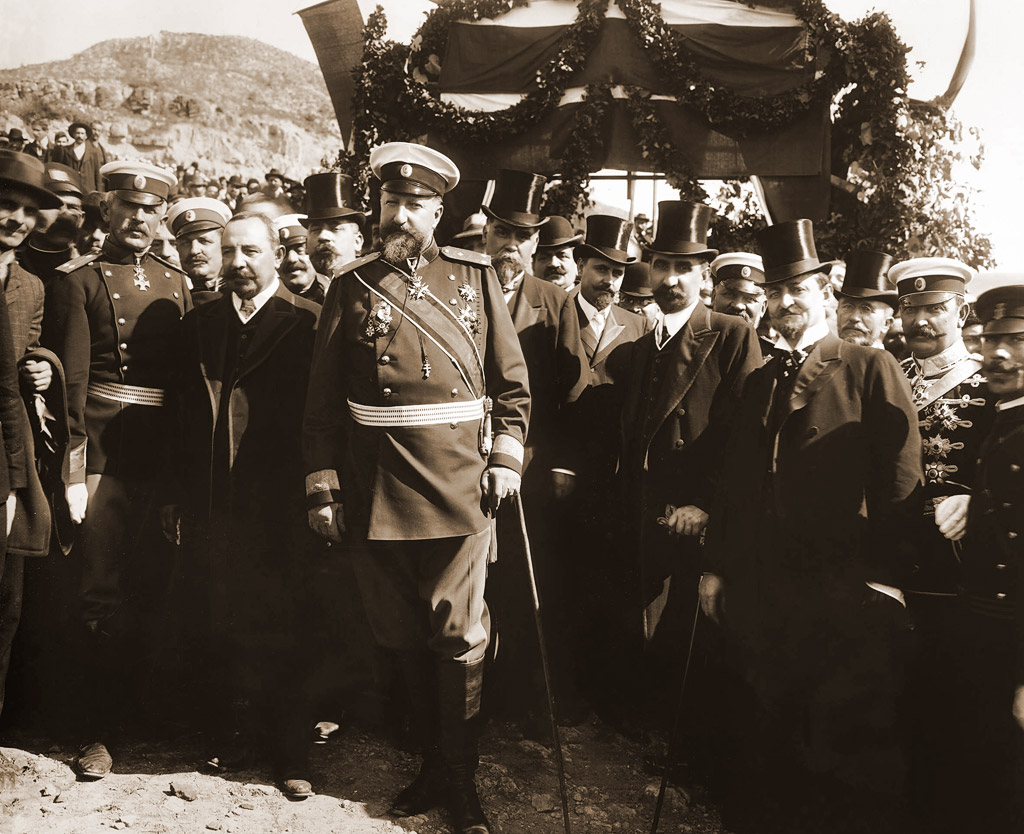
Fernando I da Bulgária na proclamação da independência da Bulgária, 1908

Apesar do estabelecimento do Principado da Bulgária (sujeito à suserania otomana) em 1878, e do subsequente controle búlgaro sobre a Rumélia Oriental após 1885, ainda havia uma população búlgara substancial nos Bálcãs vivendo sob o domínio otomano, particularmente na Macedônia. Para complicar as coisas, a Sérvia e a Grécia também reivindicaram partes da Macedônia, enquanto a Sérvia, como uma nação eslava, também considerava os eslavos-macedônios como pertencentes à nação sérvia. Assim começou uma luta tripartite pelo controle dessas áreas que durou até a Primeira Guerra Mundial. Em 1903, houve uma insurreição búlgara na Macedônia Otomana.
Em 1908, Fernando aproveitou as lutas entre as grandes potências para declarar a Bulgária um reino independente, tendo ele mesmo como czar. Ele fez isso em 5 de outubro (embora celebrado em 22 de setembro, já que a Bulgária permaneceu oficialmente no calendário juliano até 1916) na Igreja dos Quarenta Mártires em Veliko Tarnovo. Mesmo antes disso, no entanto, a Bulgária só havia reconhecido formalmente a soberania do sultão. Desde 1878, a Bulgária tinha sua própria constituição, bandeira e hino, e conduzia uma política externa separada. 
Fernando adotou o título búlgaro de "Czar" em homenagem aos governantes do Primeiro e Segundo Impérios Búlgaros. Entretanto, enquanto os "czares" búlgaros anteriores eram considerados imperadores, Fernando e seus sucessores eram chamados de "reis" fora da Bulgária. A Constituição de Tarnovo foi mantida, com a palavra "czar" substituindo a palavra "príncipe" ou ''knyaz''.

### Guerras dos Balcãs

#### Primeira Guerra dos Balcãs

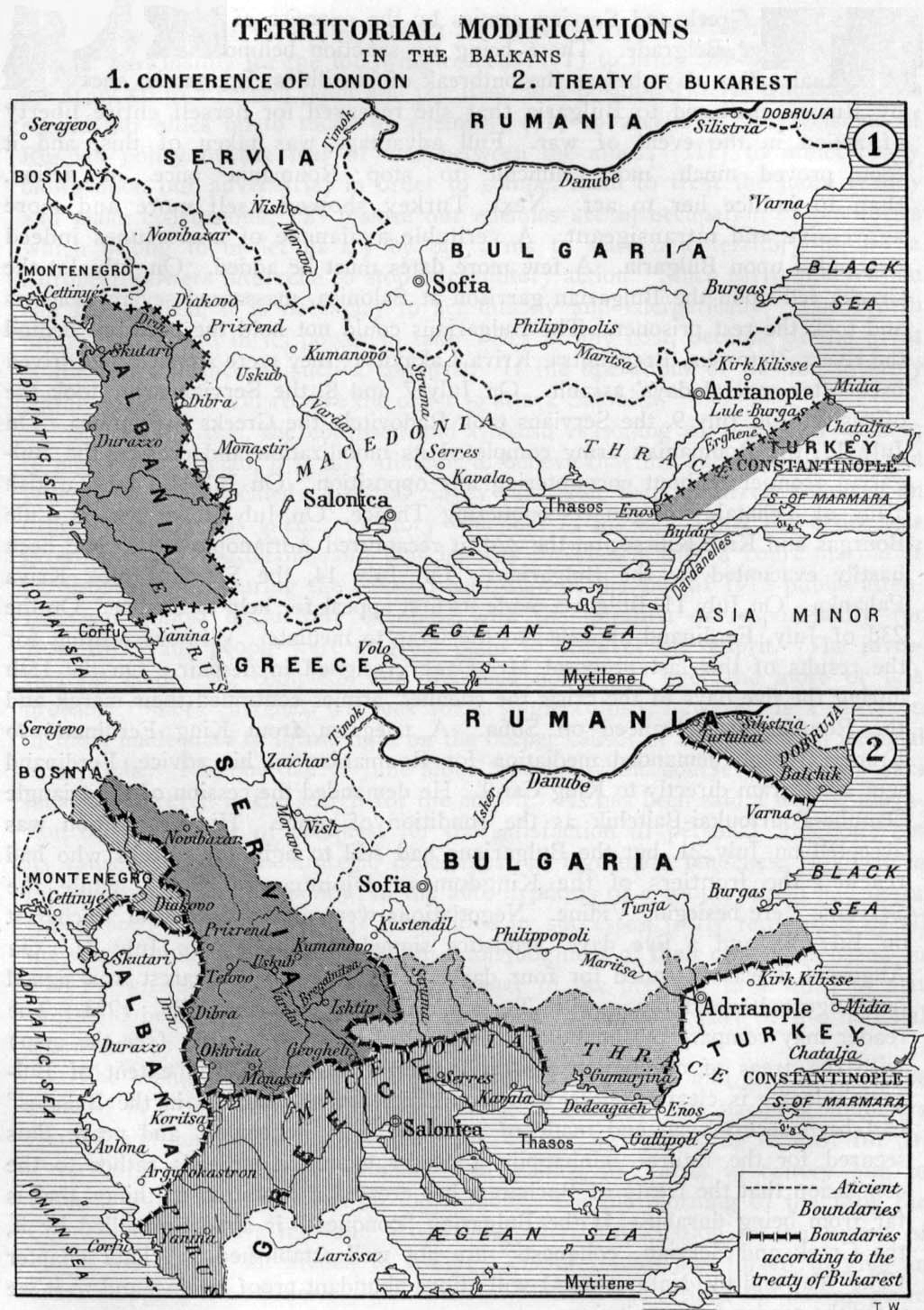
Fronteiras nos Balcãs após a Primeira e a Segunda Guerra dos Balcãs (1912–1913)

Em 1911, o primeiro-ministro nacionalista Ivan Geshov decidiu aliar-se à Grécia e à Sérvia, e os três aliados concordaram em pôr de lado as suas rivalidades para planear um ataque conjunto aos otomanos.
Em fevereiro de 1912, um tratado secreto foi assinado entre a Bulgária e a Sérvia, que foi inicialmente contra a Áustria-Hungria, mas também depois redirecionado pela Bulgária para ser contra o Império Otomano e em maio de 1912 um tratado semelhante foi assinado com a Grécia. Montenegro também foi incluído no pacto. Os tratados previam a partilha da Macedônia e da Trácia entre os aliados, embora as linhas de partilha tenham sido deixadas perigosamente vagas. Depois que os otomanos se recusaram a implementar reformas nas áreas disputadas, a Primeira Guerra Balcânica eclodiu em outubro de 1912.
Os aliados obtiveram um sucesso surpreendente. O exército búlgaro infligiu várias derrotas esmagadoras às forças otomanas e avançou ameaçadoramente contra Constantinopla, enquanto os sérvios e os gregos tomaram o controle da Macedônia. Os otomanos pediram a paz em dezembro. As negociações fracassaram e os combates recomeçaram em fevereiro de 1913. Os otomanos perderam Adrianópolis para uma força-tarefa búlgara. Um segundo armistício ocorreu em março, com os otomanos perdendo todas as suas possessões europeias a oeste da linha Midia-Enos, não muito longe de Istambul. A Bulgária tomou posse da maior parte da Trácia, incluindo Adrianópolis e o porto egeu de Dedeagach (hoje Alexandrópolis). A Bulgária também ganhou uma fatia da Macedônia, ao norte e leste de Tessalônica, mas apenas algumas pequenas áreas ao longo de suas fronteiras ocidentais.

#### Segunda Guerra dos Balcãs

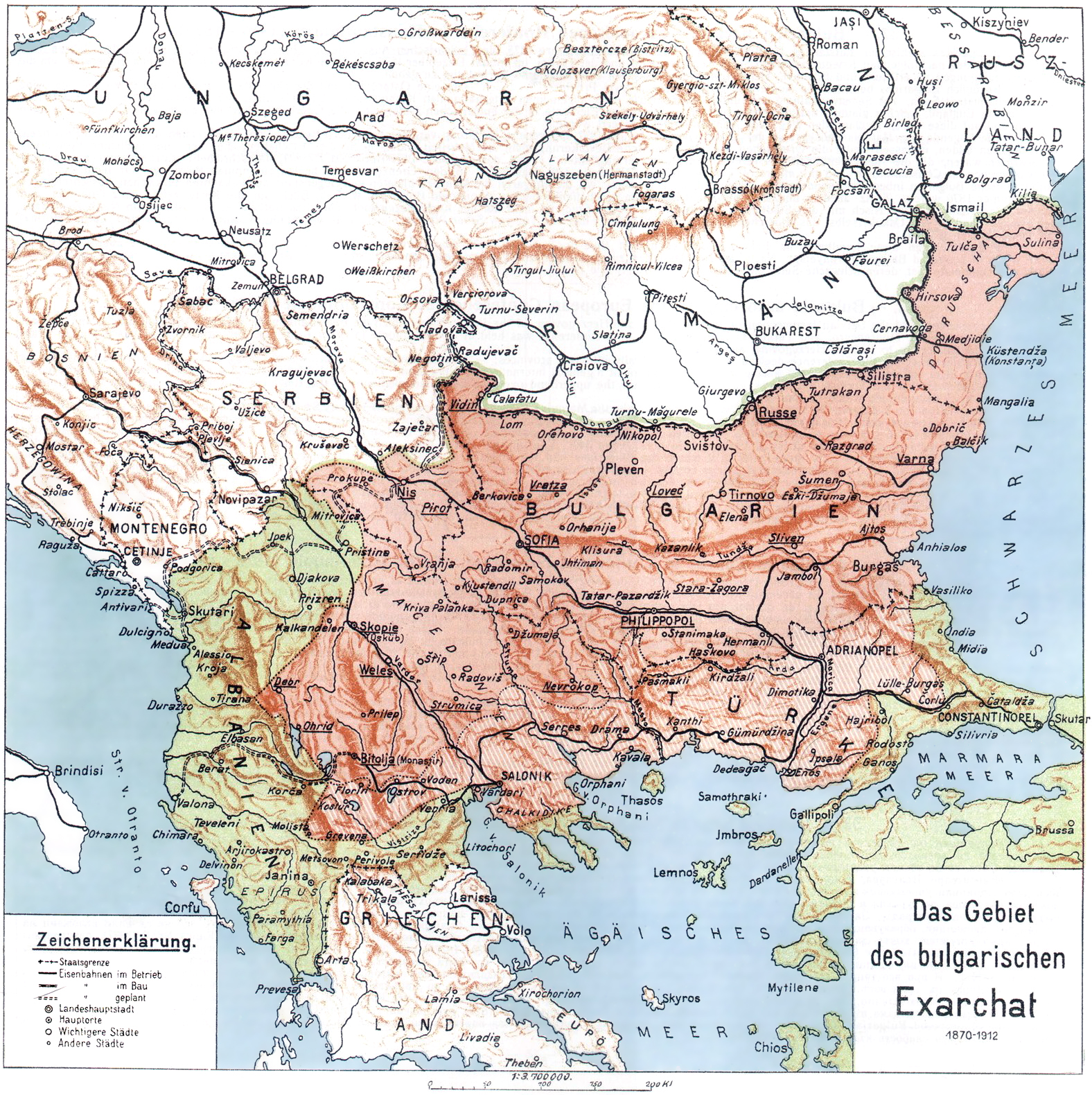
Mapa do Exarcado Búlgaro (1870–1913).

A Bulgária sofreu as maiores baixas entre todos os aliados e, por isso, sentiu-se no direito de receber a maior parte dos despojos. Os sérvios, em particular, não viam as coisas dessa maneira e se recusaram a desocupar qualquer um dos territórios que haviam tomado no norte da Macedônia (ou seja, o território que correspondia aproximadamente à moderna República da Macedônia do Norte), afirmando que o exército búlgaro não havia conseguido atingir seus objetivos pré-guerra em Adrianópolis (ou seja, não conseguiu capturá-la sem a ajuda sérvia) e que os acordos pré-guerra sobre a divisão da Macedônia precisavam ser revisados. Alguns círculos na Bulgária inclinaram-se a entrar em guerra com a Sérvia e a Grécia por causa desta questão. Em junho de 1913, Sérvia e Grécia formaram uma nova aliança contra a Bulgária. O primeiro-ministro sérvio, Nikola Pašić, disse à Grécia que ela poderia ter a Trácia se ajudasse a Sérvia a manter a Bulgária fora da parte sérvia da Macedônia, e o primeiro-ministro grego Eleftherios Venizelos concordou. Vendo isso como uma violação dos acordos pré-guerra, e discretamente encorajado pela Alemanha e pela Áustria-Hungria, o czar Ferdinando declarou guerra à Sérvia e à Grécia e o exército búlgaro atacou em 29 de junho. As forças sérvias e gregas estavam inicialmente em retirada na fronteira ocidental, mas logo assumiram a liderança e forçaram a Bulgária a recuar. A luta foi muito dura, com muitas baixas, especialmente durante a importante Batalha de Bregalnica. Logo a Romênia entrou na guerra e atacou a Bulgária pelo norte. O Império Otomano também atacou pelo sudeste. A guerra estava perdida para a Bulgária, que teve que abandonar a maioria de suas reivindicações da Macedônia para a Sérvia e a Grécia, enquanto os otomanos revividos retomaram Adrianópolis. A Romênia tomou posse do sul de Dobruja.

### Primeira Guerra Mundial

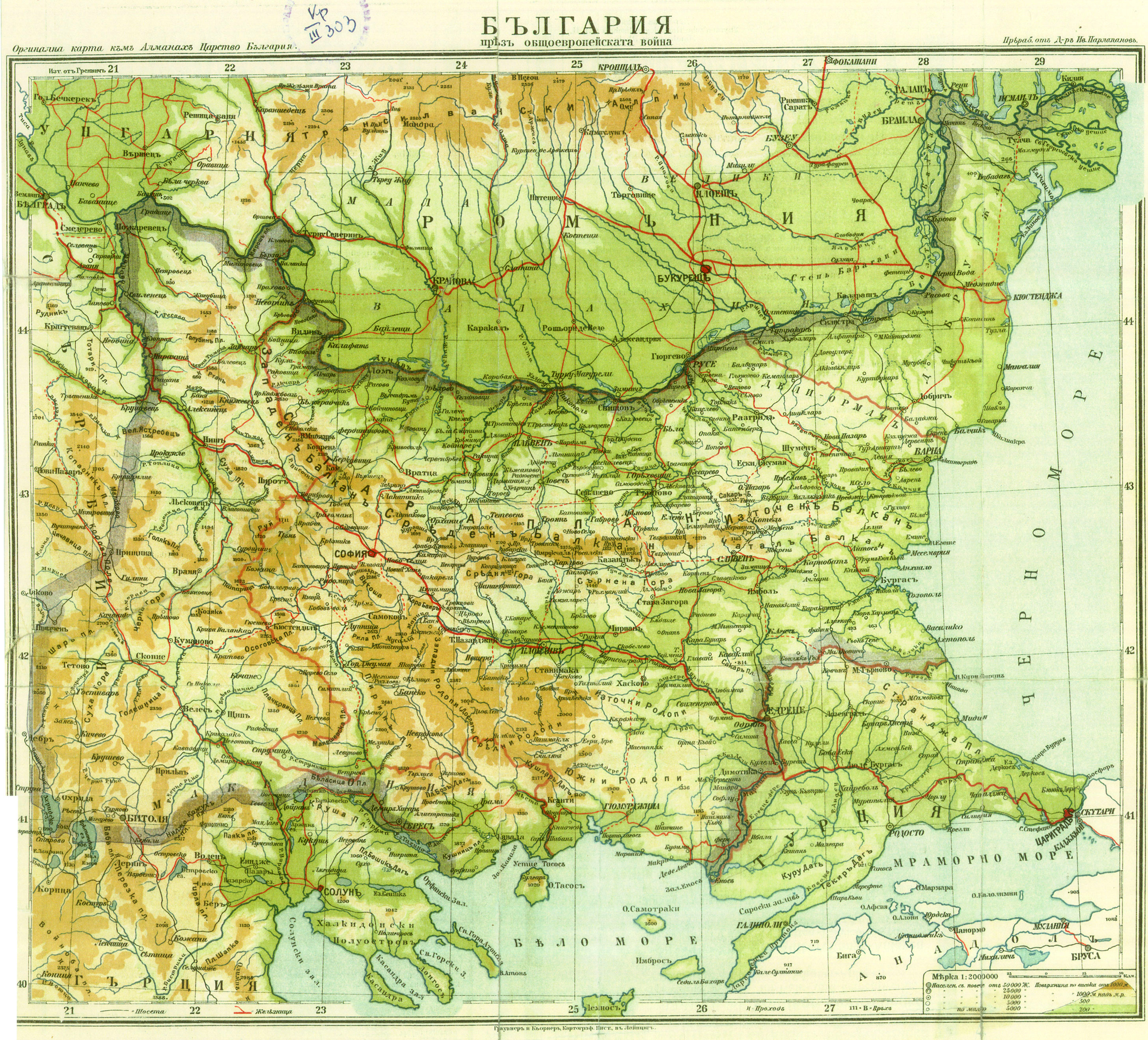
A maior extensão territorial do Reino da Bulgária durante a Primeira Guerra Mundial (incluindo territórios ocupados)

Após as Guerras dos Bálcãs, a opinião pública búlgara se voltou contra a Rússia e as potências ocidentais, que os búlgaros sentiam que não tinham feito nada para ajudá-los. A Bulgária, a Roménia e a Grécia permaneceram inicialmente neutras, observando o curso da guerra antes de decidirem onde residiam as suas simpatias.

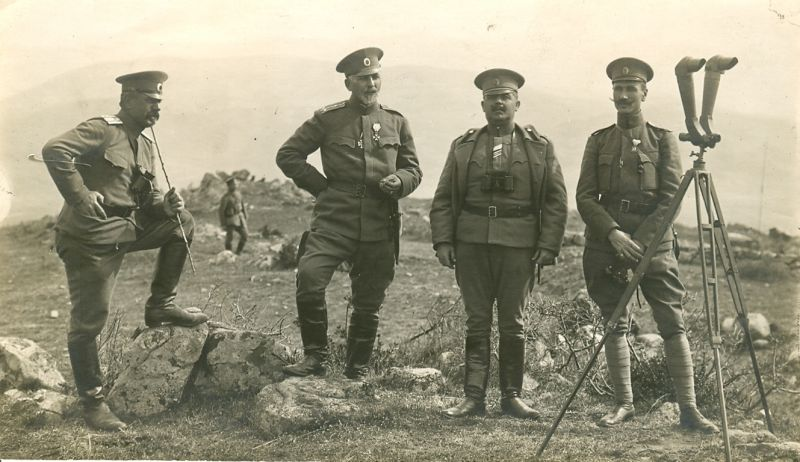
Oficiais búlgaros na Frente Macedônia

Sob o governo de Vasil Radoslavov, a Bulgária alinhou-se com a Alemanha e a Áustria-Hungria, apesar de isso implicar tornar-se aliada dos otomanos, adversários tradicionais da Bulgária. Entretanto, a Bulgária havia renunciado às suas reivindicações contra os otomanos, enquanto Sérvia, Grécia e Romênia (aliadas do Reino Unido e da França) detinham territórios percebidos como búlgaros pela Bulgária. Recuperando-se das Guerras Balcânicas, a Bulgária permaneceu neutra durante o primeiro ano da Primeira Guerra Mundial. Quando a Alemanha prometeu restaurar as fronteiras do Tratado de San Stefano, a Bulgária, ostentando o maior exército dos Bálcãs, declarou guerra à Sérvia em outubro de 1915. Posteriormente, o Reino Unido, a França, a Itália e a Rússia declararam guerra à Bulgária.
A Bulgária, aliada à Alemanha, Áustria-Hungria e aos Otomanos, obteve vitórias militares contra a Sérvia e a Romênia. Eles capturaram grande parte da Macedônia (incluindo Skopje em outubro), avançaram para a Macedônia Grega e tomaram Dobruja dos romenos em setembro de 1916. No entanto, a guerra rapidamente se tornou impopular entre a maioria dos búlgaros, que enfrentaram severas dificuldades econômicas e se ressentiram de lutar ao lado de seus companheiros cristãos ortodoxos enquanto se aliavam aos otomanos muçulmanos. Aleksandar Stamboliyski, líder do Partido Agrário, foi preso por sua oposição à guerra. A Revolução Russa de fevereiro de 1917 impactou significativamente a Bulgária, espalhando sentimentos antiguerra e antimonarquistas entre as tropas e nas cidades. Em junho, o governo de Radoslavov renunciou, motins eclodiram no exército, Stamboliyski foi libertado e uma república foi proclamada. 

Mudanças territoriais após o Tratado de Neuilly-sur-Seine

Em setembro de 1918, franceses, sérvios, britânicos, italianos e gregos avançaram na frente macedônia, obrigando o czar Fernando a buscar a paz. Stamboliyski defendeu reformas democráticas em vez de uma revolução. Para impedir os revolucionários, ele convenceu Fernando a abdicar em favor de seu filho, Bóris III . Os revolucionários foram reprimidos e o exército foi dissolvido. Pelo Tratado de Neuilly-sur-Seine (novembro de 1919), a Bulgária perdeu seu litoral do Mar Egeu (Trácia Ocidental) para a Grécia, partes de seu território macedônio e as Terras Distantes Ocidentais para o novo Reino da Iugoslávia, e a Dobruja do Sul foi devolvida ao Reino da Romênia. O país foi obrigado a reduzir seu exército para não mais de 20 000 homens e pagar reparações superiores a US$ 100 milhões. Os búlgaros geralmente referem-se aos resultados do tratado como a "Segunda Catástrofe Nacional".  Nas eleições realizadas em março de 1920, os agrários obtiveram uma maioria substancial e Stamboliyski formou o primeiro governo genuinamente democrático da Bulgária.

### Período entreguerras

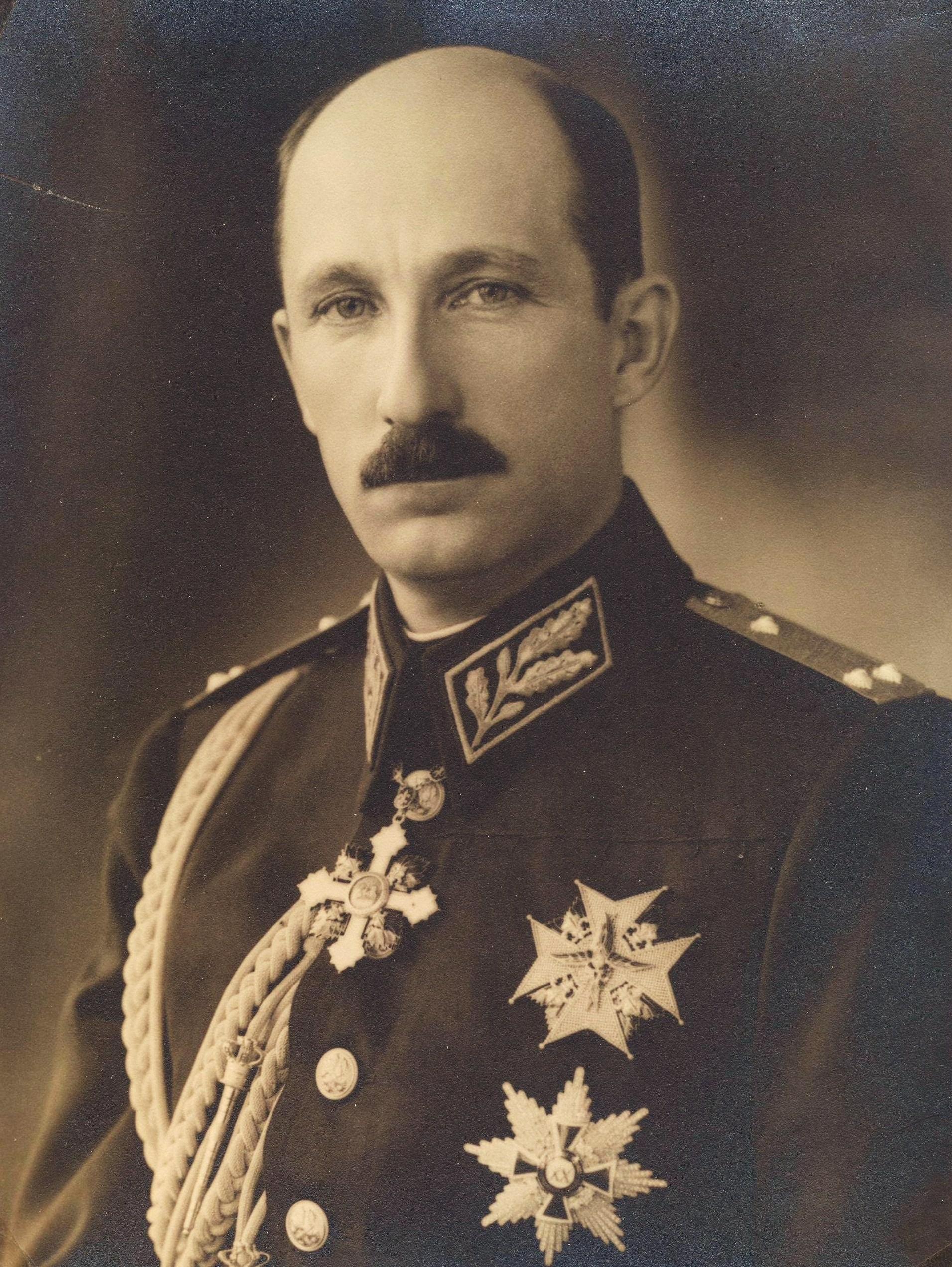
Bóris III da Bulgária, que reinou de 1918 a 1943

Após a Primeira Guerra Mundial, a Bulgária já havia perdido uma quantidade significativa de território, incluindo sua costa para o Mar Egeu com Dede Agach (Alexandrópolis), que era crucial para a economia búlgara, assim como as Terras Distantes Ocidentais. A constituição de 1879 não delineou claramente os poderes do rei e do Parlamento, uma questão comum em monarquias constitucionais. Embora os redatores da constituição de 1879 pretendessem conferir a maior parte do poder ao Parlamento, um monarca suficientemente astuto ainda poderia potencialmente tomar o controle da máquina governamental. Este foi o caso do czar Fernando, que, no entanto, foi obrigado a abdicar após sucessivas derrotas nas Guerras dos Bálcãs e na Primeira Guerra Mundial. Seu filho, Bóris, então ascendeu ao trono, mas o jovem rei não conseguiu replicar a influência política que seu pai havia acumulado ao longo de três décadas de intrigas. Além disso, Bóris não tinha o mesmo nível de autoridade moral que seu pai havia estabelecido.

#### Gabinete de Stamboliyski

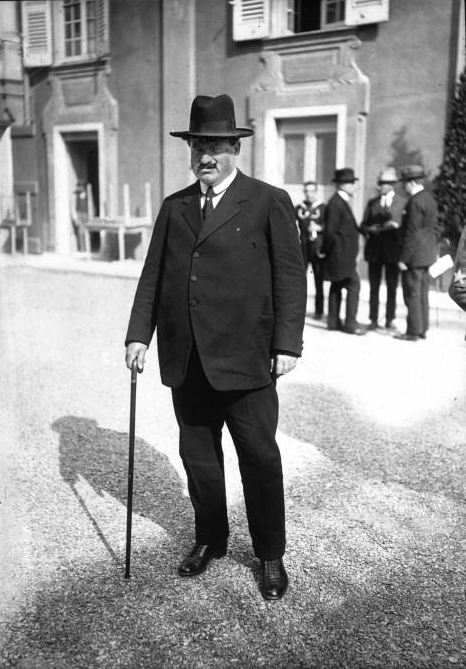
Aleksandar Stamboliyski

O Parlamento passou a dominar depois que Bóris nomeou Aleksandar Stamboliyski como primeiro-ministro. O Partido Agrário de Stamboliyski logo assumiu o controle do Parlamento, ocupando mais da metade das cadeiras. Os assentos restantes foram ocupados pelo Partido Comunista Búlgaro, o segundo maior partido político do país e o único significativo (vários partidos menores não tinham representação no Parlamento ou importância real). O Partido Agrário representava principalmente camponeses descontentes, particularmente aqueles insatisfeitos com o governo de Sófia durante o reinado corrupto de Fernando, que explorava e roubava o campesinato. Embora a maioria dos búlgaros de classe baixa apoiasse a anexação da Macedônia, eles ficaram consternados com as pesadas baixas sofridas em duas guerras malsucedidas para recuperá-la. O próprio Stamboliyski passou os anos da guerra na prisão por criticar veementemente essas guerras. Por outro lado, o Partido Comunista Búlgaro obteve apoio principalmente da intelectualidade e dos profissionais urbanos, com sua base primária composta pelos camponeses e minorias mais pobres. Em contraste, o Partido Agrário representava os camponeses mais ricos. Nesse clima, Stamboliyski rapidamente promulgou uma reforma agrária em 1920, com o objetivo de dividir propriedades estatais, terras da igreja e propriedades de camponeses ricos. Como era de se esperar, isso conquistou amplo apoio e levou o Partido Comunista Búlgaro a uma aliança com o Partido Agrário para ganhar representação parlamentar.
Stamboliyski enfrentou problemas sociais significativos no que ainda era um país pobre, habitado principalmente por pequenos proprietários camponeses. A Bulgária foi sobrecarregada com substanciais reparações de guerra à Iugoslávia e à Romênia e teve que lidar com a questão dos refugiados, já que os macedônios pró-búlgaros foram forçados a deixar a Macedônia iugoslava. No entanto, Stamboliyski conseguiu levar adiante muitas reformas sociais, apesar da forte oposição do czar, dos proprietários de terras e dos oficiais do exército significativamente reduzido, mas ainda influente. Outro adversário formidável era a Organização Revolucionária Interna da Macedônia (VMRO), que defendia a guerra para recuperar a independência da Macedônia. Perante este conjunto de inimigos, Stamboliyski aliou-se ao Partido Comunista Búlgaro e estabeleceu relações com a União Soviética.
Stamboliyski imediatamente embarcou em reformas econômicas drásticas. Ele aboliu o monopólio mercantil sobre os grãos e o substituiu por um sindicato estatal, desmantelou grandes propriedades urbanas e rurais e vendeu o excedente aos pobres, introduziu leis trabalhistas compulsórias para aliviar o desemprego do pós-guerra, implementou um imposto de renda progressivo e tornou o ensino médio obrigatório. Todos os aspectos dessa política de reforma radical foram projetados para eliminar classes "nocivas", como advogados, agiotas e comerciantes, distribuir riqueza e responsabilidades de forma mais equitativa pela sociedade e melhorar os padrões de vida dos camponeses pobres e sem terra. Na política externa, Stamboliyski renunciou oficialmente às reivindicações territoriais da Bulgária, que ele associava a um exército permanente, monarquia e grandes gastos governamentais — fenômenos que os camponeses consideravam ultrapassados. Sem nenhuma grande potência disponível para proteger os interesses búlgaros nos Bálcãs no pós-guerra, a abordagem tradicional da política externa foi abandonada em favor da reconciliação com todas as potências europeias, o novo governo de Kemal Ataturk na Turquia, a filiação à Liga das Nações e a amizade com o novo Reino dos Sérvios, Croatas e Eslovenos (mais tarde, o Reino da Iugoslávia). O apoio da Bulgária à República Turca de Atatürk em 1920 melhorou significativamente as relações com a Turquia. A reconciliação com a Iugoslávia foi crucial para a visão de Stamboliyski de estabelecer uma Federação Multiétnica de Camponeses dos Balcãs. Melhores relações com a Iugoslávia dependiam da supressão do poderoso movimento extremista macedônio. Assim, em 1921, Stamboliyski iniciou um período de dois anos de repressão severa contra a IMRO; em 1923, a Bulgária e a Jugoslávia concordaram na Convenção de Nis em colaborar no combate ao extremismo.
Stamboliyski era um ferrenho anticomunista e pretendia criar um movimento internacional para combater o marxismo. Esse esforço ficou conhecido como "Internacional Verde", em oposição à "Internacional Vermelha" comunista. Ele viajou para capitais do Leste Europeu promovendo sua visão de uma aliança camponesa. Entretanto, surgiram problemas quando ele tentou espalhar esse movimento para a Iugoslávia, um país com condições muito semelhantes às da Bulgária: pouca indústria e uma presença comunista significativa. Stamboliyski era muito querido em Belgrado devido ao seu apoio a uma resolução pacífica para a questão da Macedônia. Ele também defendeu a união de todas as nações de língua eslava da Europa Oriental em uma grande confederação iugoslava. No entanto, ele encontrou dificuldades devido à facção militante da IMRO em seu país. Muitos líderes macedônios se mudaram para Sófia após a fracassada revolta de 1903 contra o Império Otomano, e agora se juntaram a outros que fugiam do governo iugoslavo, que oficialmente reivindicava os macedônios como sérvios étnicos. A Bulgária, tendo sido obrigada a reduzir as suas forças armadas após a Primeira Guerra Mundial, viu os líderes da IMRO ganharem o controlo sobre grande parte da área da fronteira com a Jugoslávia.
Sob a liderança de um grande grupo macedônio em Sófia, os fortes elementos nacionalistas restantes na Bulgária acharam a nova política pacifista alarmante. A classe trabalhadora urbana, que não se beneficiou das reformas agrárias, gravitou em direção aos comunistas ou aos trabalhadores socialistas. A inflação e a exploração industrial continuaram inabaláveis. Muitos dos subordinados de Stamboliyski exacerbaram as tensões sociais ao adotar posições rígidas em favor dos direitos dos camponeses. A Aliança Nacional, uma confederação que estava adormecida desde a guerra, reorganizou a direita búlgara. Em 1922, seus líderes foram presos pela Guarda Laranja de Stamboliyski, sufocando temporariamente suas atividades. Enquanto isso, no final de 1922 e início de 1923, nacionalistas macedônios tomaram Kyustendil, na fronteira com a Iugoslávia. Eles agrediram funcionários do governo em protesto contra a reconciliação com a Iugoslávia e o Reino da Grécia. Stamboliyski respondeu com prisões em massa, uma campanha intensificada contra o terrorismo da IMRO, um expurgo de seu próprio partido fragmentado e notoriamente corrupto, e pediu novas eleições parlamentares. Essas medidas uniram diversos oponentes dos Agrários — incluindo a IMRO, a Aliança Nacional, facções do exército e social-democratas — em uma coalizão liderada por Aleksandar Tsankov. Os comunistas permaneceram fora desta coalizão. Os credores ocidentais da Bulgária, desencantados com um governo que havia rejeitado sua política de reparações, abstiveram-se de intervir. Em junho de 1923, agentes da IMRO assassinaram brutalmente Stamboliyski, abrindo caminho para os conspiradores tomarem o controle de todo o país. Apesar da resistência camponesa dispersa e ineficaz, eles consolidaram o seu domínio no poder.

#### Golpe de Estado búlgaro de 1923, gabinetes de Tsankov e Lyapchev

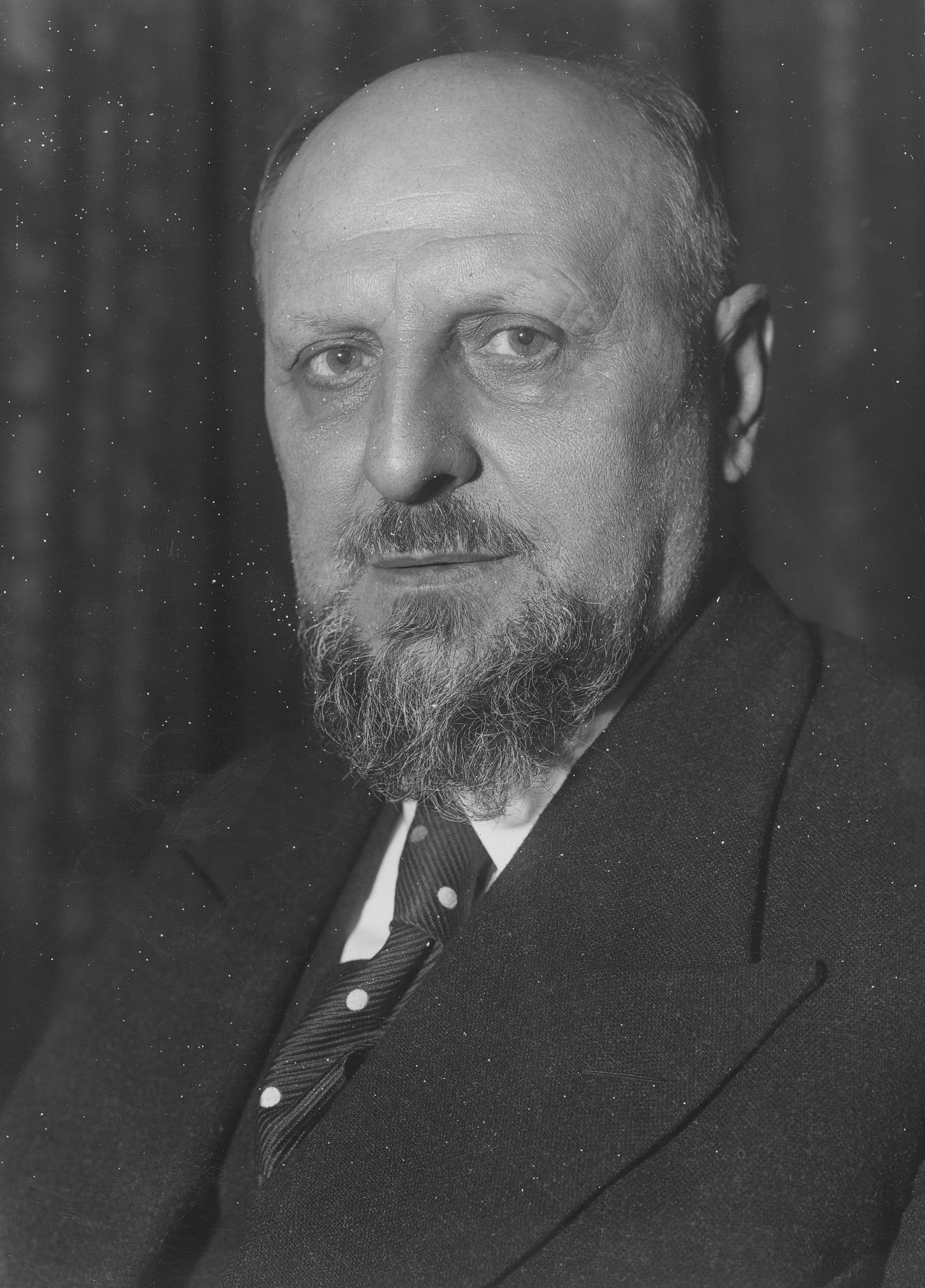
Aleksandar Tsankov

Em março de 1923, Stamboliyski assinou um acordo com a Iugoslávia reconhecendo a nova fronteira e concordando em suprimir a IMRO. Isso desencadeou uma reação nacionalista e, em 9 de junho, houve um golpe organizado pelas forças armadas sob o comando da União Militar do General Ivan Valkov, com o apoio do Czar e outros elementos de direita do czarismo, depois que a AP controlou 87% do Parlamento nas eleições daquele ano. O governo búlgaro só conseguiu reunir um punhado de tropas para resistir e, pior ainda, uma multidão de camponeses sem armas, reunida por Stamboliyski. Apesar disso, as ruas de Sófia explodiram em caos e o infeliz primeiro-ministro foi linchado, além de ataques a camponeses desarmados.
Todo o caso manchou seriamente a imagem internacional da Bulgária. Um governo de direita liderado por Aleksandar Tsankov assumiu o poder, apoiado pelo czar, pelo exército e pelo VMRO.
A Revolta de Setembro começou em 1923, após o golpe de estado de 9 de junho, quando Alexander Stamboliyski planejava capturar Pazardzhik com seus simpatizantes para restaurar seu poder, que foi rapidamente interrompido pelo Exército Búlgaro. Ele foi então capturado e transferido para Slavovitsa, seu local de nascimento, onde foi torturado e morto por agentes da IMRO. O governo de Tsankov prendeu mais de 2 000 supostos comunistas e as revoltas começaram. Vasil Kolarov e Georgi Dimitrov, que foram os principais líderes das revoltas, escolheram Montana como centro. Muitas revoltas começaram nas partes noroeste da Bulgária, que foram rapidamente dominadas pelo exército.
O líder comunista Georgi Dimitrov fugiu para a União Soviética. Houve uma repressão selvagem em 1925, após a segunda de duas tentativas fracassadas de assassinato do czar no ataque com bomba à Catedral de Sófia (a primeira tentativa ocorreu na passagem de montanha de Arabakonak). Mas em 1926, Bóris convenceu Tsankov a renunciar em favor de um governo mais moderado, liderado por Andrey Lyapchev. Uma anistia foi proclamada, embora os comunistas continuassem banidos.
Lyapchev era considerado mais tolerante com a oposição política do que Tsankov. Os comunistas ressurgiram em 1927 sob a orientação do partido político Partido dos Trabalhadores Búlgaros. Um sindicato independente de trabalhadores tornou-se o centro da atividade política dos trabalhadores. Sob o comando do primeiro-ministro macedônio, o IMRO também teve muito mais liberdade. Isso significava que assassinatos políticos e atos de terrorismo poderiam continuar sem interrupção. Os ataques da IMRO na Iugoslávia acabaram com a reaproximação da Bulgária com o país. Os macedônios exigiram tratamento econômico preferencial sob Liapchev. o final da década de 1920 trouxe relativa estabilidade política à Bulgária em comparação com os anos anteriores. Lyapchev era o líder de uma maioria conservadora na Sabranie. A imprensa era relativamente livre, e as instituições de ensino e o judiciário funcionavam de forma independente. A produção na indústria e na agricultura finalmente estava acima dos níveis pré-guerra, e o investimento estrangeiro estava aumentando. Mas mesmo depois de terem sido substancialmente reduzidos, os pagamentos de reparações da Bulgária em 1928 totalizaram 20 por cento de seu orçamento, e o retorno ao padrão-ouro naquele ano enfraqueceu a economia um ano antes do início da Grande Depressão. Na política externa, Lyapchev tentou, sem sucesso, melhorar os termos das reparações britânicas e francesas da Primeira Guerra Mundial e tirar a Bulgária do isolamento diplomático do pós-guerra. O país já havia melhorado sua imagem internacional por meio de sua participação entusiástica na Liga das Nações. Em 1926, a Bulgária retribuiu o favor forçando as tropas invasoras gregas a deixar o sul da Bulgária durante o Incidente de Petrich. O movimento de independência da Macedônia se dividiu quanto ao objetivo final de suas atividades no final da década de 1920. A facção supremacista buscava a incorporação de todo o território macedônio à Bulgária. A facção federalista (incluindo a IMRO) procurava uma Macedónia autónoma que pudesse juntar-se à Bulgária ou à Jugoslávia numa aliança protectora em caso de guerra.

#### Golpe de Estado búlgaro de 1934 e o início do regime autoritário

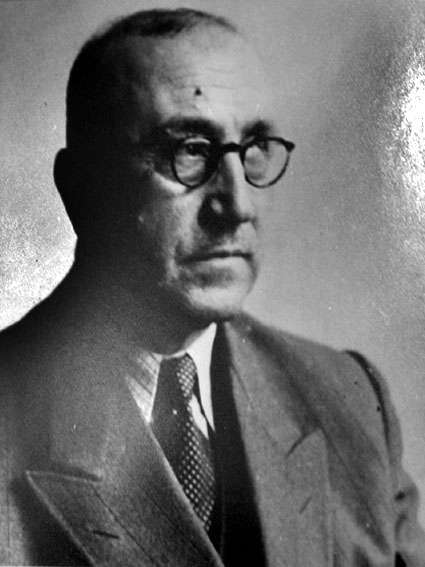
Kimon Georgiev

As primeiras transmissões diárias de rádio surgiram em 1930. Havia muitas emissoras de rádio, como a Rádio Sófia (hoje Rádio Bulgária).
Os agrários se reorganizaram e venceram as eleições em 1931 sob a liderança de Nikola Mushanov.
Logo quando a estabilidade política foi restaurada, os efeitos totais da Grande Depressão atingiram a Bulgária, e as tensões sociais aumentaram novamente. Em maio de 1934, houve outro golpe da organização militar Zveno, e um regime autoritário liderado pelo Coronel Kimon Georgiev foi estabelecido. Eles dissolveram todos os partidos e sindicatos e suprimiram o IMRO. Seu governo introduziu uma economia corporativista, semelhante à da Itália de Benito Mussolini. Após participar do golpe de estado búlgaro de 1934, os apoiadores de Zveno declararam sua intenção de formar imediatamente uma aliança com a França e buscar a unificação da Bulgária em uma Iugoslávia Integral.

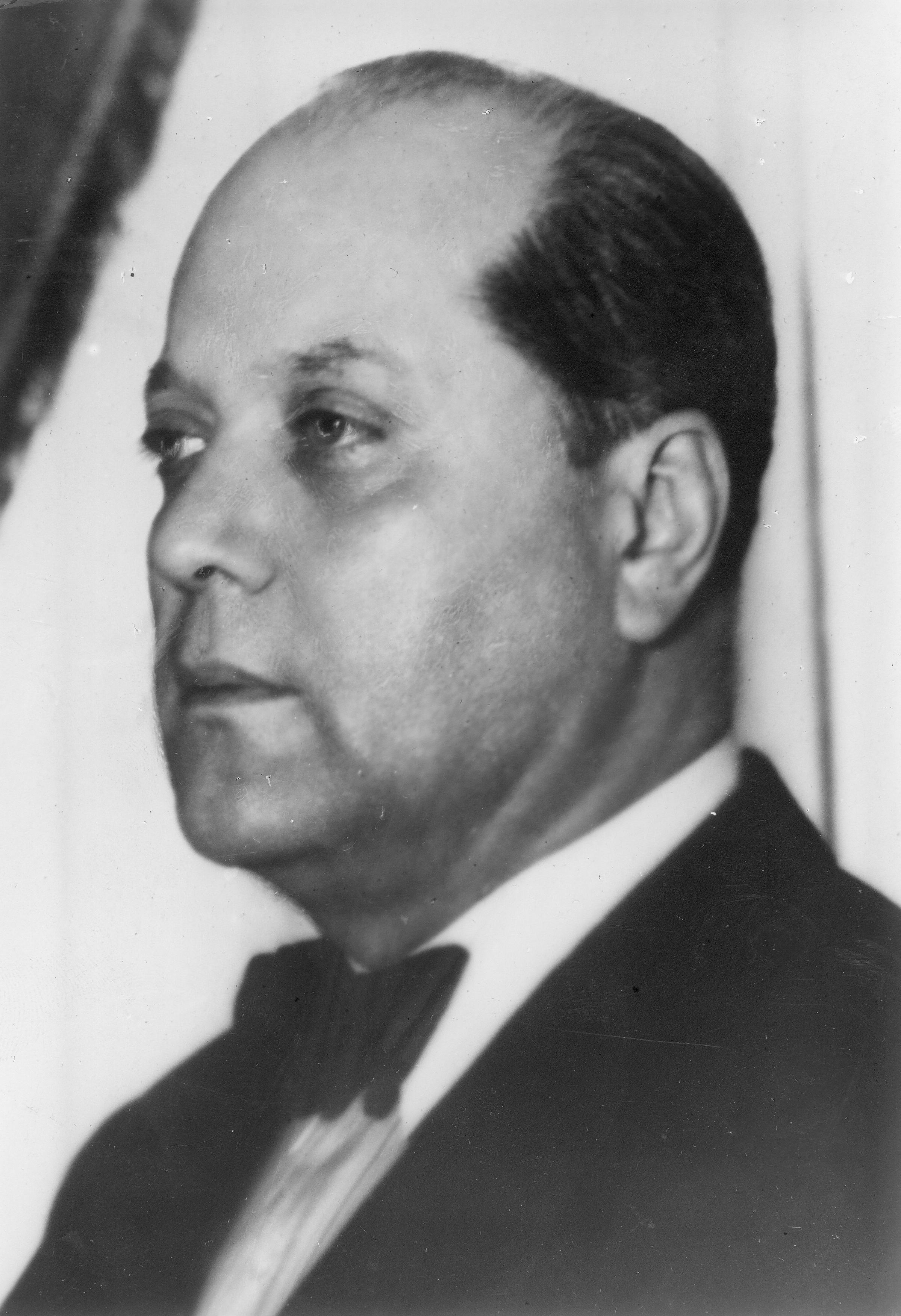
Georgi Kyoseivanov

Em abril de 1935, Bóris III encenou um contra-golpe com a ajuda do general Pencho Zlatev, membro monárquico de Zveno, e assumiu o poder. O processo político era controlado pelo czar, mas uma forma de governo parlamentar foi reintroduzida. No entanto, os partidos políticos permaneceram proibidos e os primeiros-ministros pouco carismáticos foram nomeados pelo monarca. Ele não restaurou a supremacia política tradicional da Sabranie nem escreveu uma nova constituição. Em 1936, uma ampla coalizão, o Bloco Constitucional Popular, reuniu quase todas as facções de esquerda e centristas em uma oposição nominal que tinha a bênção do czar. Bóris adiou a realização de uma eleição nacional até 1938. Naquela época, apenas candidatos individuais eram permitidos em um procedimento eleitoral cuidadosamente controlado que excluía listas de candidatos partidários. Bóris alegou que o domínio da nova subranie por representantes pró-governo justificava seu sistema não partidário, embora o Bloco Constitucional Popular tivesse mais de sessenta delegados. As eleições nos dois anos seguintes foram estritamente limitadas para manter o controlo de Bóris sobre o seu parlamento.
Com a ascensão do "governo do rei" em 1935, a Bulgária entrou numa era de prosperidade e crescimento espantoso, o que a qualifica merecidamente como a Idade de Ouro do Terceiro Reino Búlgaro. Durou quase cinco anos, governado pelo primeiro-ministro Georgi Kyoseivanov. O governo de Kyoseivanov supervisionou os julgamentos dos instigadores do golpe militar de 1934 e também concluiu pactos com a Jugoslávia e a Grécia, enquanto a Alemanha Nazi empreendia uma política de isolamento económico dos Balcãs. Seu governo também supervisionou uma política de rearmamento depois que um tratado concluído com Ioánnis Metaxás anulou as cláusulas militares do Tratado de Neuilly-sur-Seine e do Tratado de Lausanne. Embora a assinatura do Acordo de Salônica de 1938 tenha restaurado boas relações com a Iugoslávia e a Grécia, a questão territorial continuou a ferver.

### Segunda Guerra Mundial
O governo do Reino da Bulgária, sob o primeiro-ministro Georgi Kyoseivanov, declarou posição de neutralidade após o início da Segunda Guerra Mundial. A Bulgária estava determinada a cumpri-la até o fim da guerra, mas esperava ganhos territoriais sem derramamento de sangue para recuperar os territórios perdidos na Segunda Guerra Balcânica e na Primeira Guerra Mundial, além de ganhar outras terras com uma população búlgara significativa ocupadas por países vizinhos. No entanto, era claro que a posição geopolítica central da Bulgária nos Balcãs levaria inevitavelmente a uma forte pressão externa de ambas as facções da Segunda Guerra Mundial.  Em 15 de fevereiro de 1940, após a renúncia de Georgi Kyoseivanov, um pró-alemão Bogdan Filov foi nomeado primeiro-ministro do Reino da Bulgária.  Em 7 de setembro de 1940, a Bulgária conseguiu negociar a recuperação do sul de Dobruja no Tratado de Craiova, patrocinado pelo Eixo.  A Bulgária também tinha um pacto de não agressão com a Turquia.

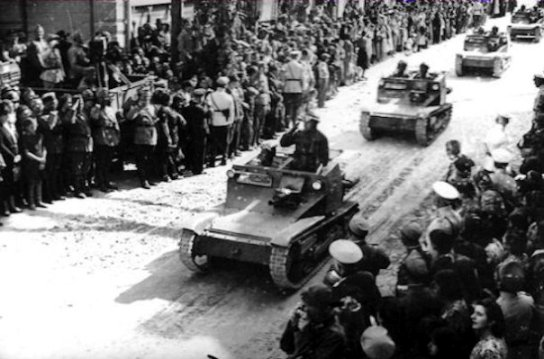
Tropas búlgaras entrando em Dobrich após o Tratado de Craiova

Em 1 de março de 1941, a Bulgária assinou formalmente o Pacto Tripartite, tornando-se aliada da Alemanha Nazista, do Império do Japão e do Reino da Itália. Tropas alemãs entraram no país em preparação para as invasões alemãs do Reino da Grécia e do Reino da Iugoslávia. Quando a Iugoslávia e a Grécia foram derrotadas, a Bulgária foi autorizada a ocupar toda a Trácia grega e a maior parte da Macedônia. A Bulgária declarou guerra à Grã-Bretanha e aos Estados Unidos, mas resistiu à pressão alemã para declarar guerra à União Soviética, temendo o sentimento pró-Rússia no país.

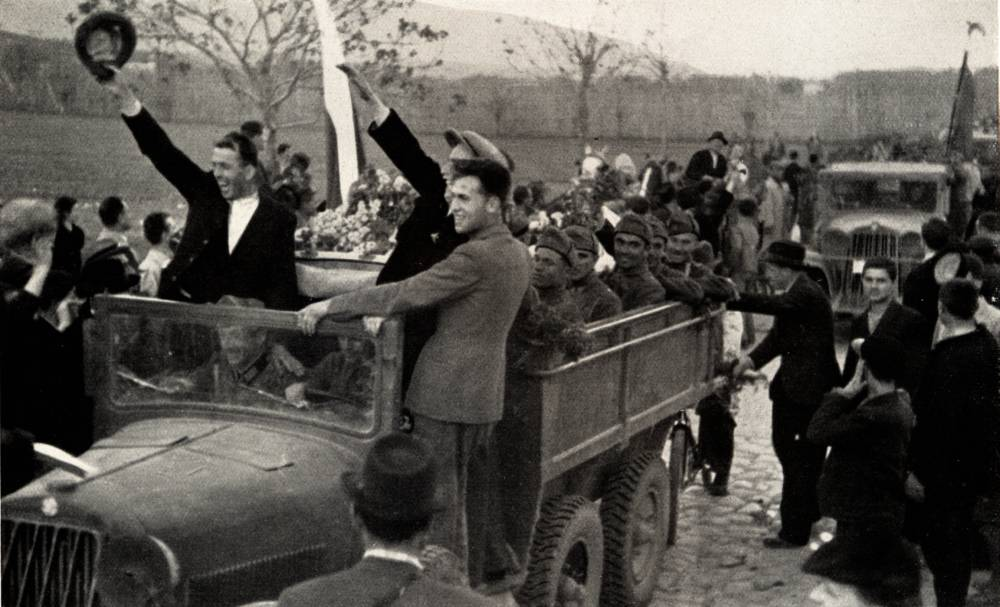
Tropas búlgaras entrando em Macedônia do Vardar no sul da Iugoslávia, em abril de 1941

Em agosto de 1943, o czar Bóris morreu repentinamente após retornar da Alemanha devido a uma insuficiência cardíaca, mas também houve rumores de que ele foi envenenado. Mais tarde, ele foi sucedido por seu filho de seis anos, Simeão II. O poder era exercido por um conselho de regentes liderado pelo tio do jovem czar, o príncipe Cirilo, Bogdan Filov e Nikola Mihov. O novo primeiro-ministro, Dobri Bozhilov, era, na maioria dos aspectos, um fantoche alemão. A resistência aos alemães e ao regime búlgaro era generalizada em 1943, coordenada principalmente pelos comunistas. Junto com os agrários, agora liderados por Nikola Petkov, os social-democratas e até mesmo muitos oficiais do exército, eles fundaram a Frente Pátria. Os guerrilheiros operavam nas regiões montanhosas do oeste e do sul. Em 1944, era óbvio que a Alemanha estava perdendo a guerra e o regime começou a procurar uma saída. Em 1º de junho de 1944, Filov demitiu Bozhilov, na esperança de apaziguar a oposição interna e os Aliados. Filov decidiu relutantemente que a aliança com a Alemanha deveria terminar. Seu sucessor Ivan Bagryanov tentou organizar negociações com os aliados ocidentais.
Entretanto, a capital Sófia foi bombardeada por aviões aliados em 1941 até 1944. Mas era o Exército Vermelho que avançava rapidamente em direção à Bulgária. Em Agosto de 1944, a Bulgária anunciou unilateralmente a sua retirada da guerra e pediu às tropas alemãs que saíssem: as tropas búlgaras foram retiradas apressadamente da Grécia e da Jugoslávia. Em setembro, os soviéticos cruzaram a fronteira norte. O governo, desesperado por evitar uma ocupação soviética, declarou guerra à Alemanha, mas os soviéticos não se deixaram abater e, em 8 de setembro, declararam guerra à Bulgária – que assim se viu durante alguns dias em guerra com a Alemanha e a União Soviética. A União Soviética ocupou a parte nordeste da Bulgária, juntamente com as principais cidades portuárias de Varna e Burgas, no dia seguinte. Por ordem do governo, o exército búlgaro não ofereceu resistência. Em 16 de setembro, o Exército Vermelho entrou em Sófia. No mesmo dia, um governo pró-Eixo no exílio foi estabelecido em Viena sob Aleksandar Tsankov e, embora tenha conseguido reunir um regimento SS búlgaro de 600 homens, formado por voluntários anticomunistas búlgaros, já na Alemanha sob um comandante alemão, teve pouco sucesso.

### Holocausto
O Holocausto na Bulgária foi a perseguição de judeus entre 1941 e 1944 no Reino da Bulgária e sua deportação e aniquilação nas regiões ocupadas pela Bulgária na Iugoslávia e na Grécia durante a Segunda Guerra Mundial, organizada pelo governo aliado à Alemanha Nazista do czar Bóris III e do primeiro-ministro Bogdan Filov. A perseguição começou em 1941 com a aprovação de legislação antijudaica e culminou em março de 1943 com a prisão e deportação de quase todos – 11 343 – dos judeus que viviam nas regiões ocupadas pelos búlgaros no norte da Grécia, na Macedônia iugoslava e em Pirot . Eles foram deportados pelas autoridades búlgaras e enviados para campos de extermínio na Polônia ocupada pelos alemães.
A deportação dos 48 000 judeus da Bulgária foi posteriormente iniciada, mas interrompida após protestos generalizados. Ao tomar conhecimento dos planos iminentes, os membros do parlamento liderados por Dimitar Peshev pressionaram o ministro do Interior a revogar a ordem inicial de deportação, enquanto protestos públicos e intervenções de figuras proeminentes, nomeadamente os bispos da Igreja Ortodoxa Búlgara Estevão de Sófia e Cirilo de Plovdiv, persuadiram o czar primeiro a interromper temporariamente a deportação em março de 1943, e dois meses depois a adiá-la indefinidamente. Os judeus cuja deportação da Bulgária foi interrompida, incluindo todos os 25 743 judeus de Sófia, foram deportados internamente para o campo e tiveram suas propriedades confiscadas, e os homens judeus entre 20 e 46 anos foram recrutados para o Corpo de Trabalho até setembro de 1944. Os acontecimentos que impediram a deportação para campos de extermínio de cerca de 48 000 judeus na primavera de 1943 são denominados "Resgate dos Judeus Búlgaros". A taxa de sobrevivência da população judaica na Bulgária foi uma das mais altas da Europa do Eixo.

### Golpe comunista

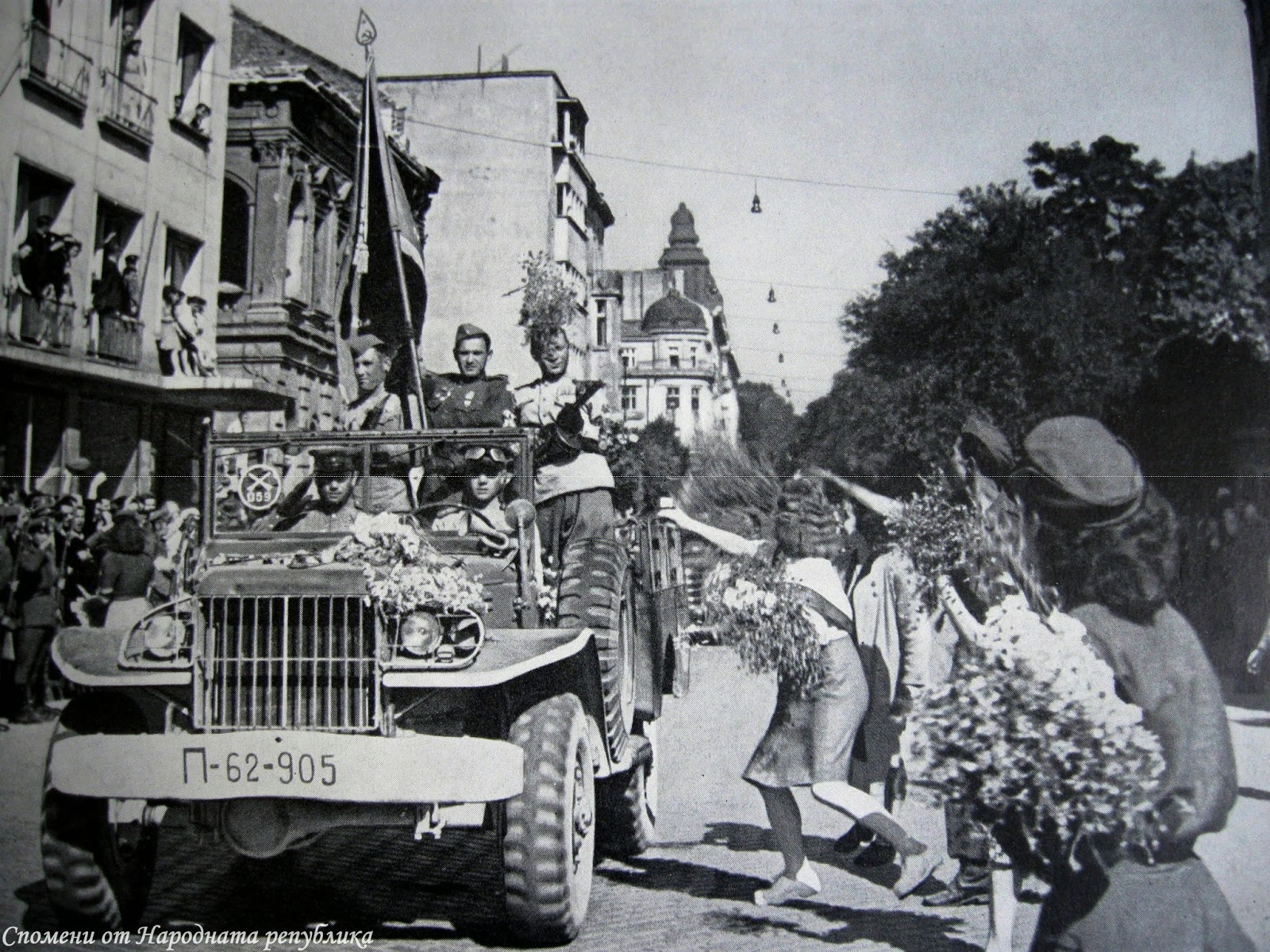
Tropas soviéticas entrando em Sófia após o golpe, setembro de 1944

A Frente Pátria tomou posse em Sófia após um golpe de estado, criando uma ampla coligação sob o comando do antigo governante Kimon Georgiev. Sob os termos do acordo de paz, a Bulgária foi autorizada a manter o sul de Dobruja, mas renunciou formalmente a todas as reivindicações sobre territórios gregos e iugoslavos. 150 000 búlgaros foram expulsos da Trácia grega. No início, os comunistas deliberadamente assumiram um papel menor no novo governo, mas os representantes soviéticos eram o verdadeiro poder no país. Foi criada uma Milícia Popular controlada pelos comunistas, que perseguia e intimidava partidos não comunistas.
As novas realidades do poder na Bulgária foram mostradas quando os antigos regentes e centenas de outros oficiais do antigo regime que foram presos sob acusações de crimes de guerra foram executados em 1 de fevereiro de 1945. Em setembro de 1946, a monarquia foi abolida por plebiscito. Este referendo violou a Constituição de Tarnovo, que estabelecia que qualquer mudança na forma do Estado só poderia ocorrer se uma Grande Assembleia Nacional fosse convocada pelo Czar (na prática, o Czar agindo sob conselho do governo). A república foi formalmente proclamada uma semana depois, e o jovem czar Simeão foi forçado ao exílio. Os comunistas assumiram abertamente o poder, com Vasil Kolarov se tornando presidente e Dimitrov se tornando primeiro-ministro. As eleições livres prometidas para 1946 foram descaradamente fraudadas e boicotadas pela oposição. Os agrários se recusaram a cooperar com o novo regime e, em junho de 1947, seu líder Nikola Petkov foi preso. Apesar dos fortes protestos internacionais, ele foi executado em setembro. Isto marcou a introdução da Constituição de Dimitrov e também o estabelecimento de um regime comunista na Bulgária.

## Fronteiras
A Bulgária teve sua cota de mudanças significativas em suas fronteiras ao longo da independência do comunismo. Antes da Primeira Guerra Balcânica, a Bulgária não tinha controle sobre as principais partes das Montanhas Ródope, que incluíam assentamentos como Smolyan, Kardzhali etc. Após a guerra, a Bulgária ganhou a maior parte do território em área total, pois incluía as partes orientais da Macedônia, Trácia grega e Adrianópolis. Devido à sua ânsia na Macedônia, onde não obtiveram o restante, teve início a Segunda Guerra Balcânica, que resultou em uma dura derrota búlgara. Perdeu todos os seus ganhos anteriores da guerra anterior e perdeu sua Dobruja do Sul para o Reino da Romênia. Ainda mantinha a Trácia Ocidental e as Terras Distantes Ocidentais. Durante a Primeira Guerra Mundial, a Bulgária juntou-se em 1915 ao lado das Potências Centrais e ganhou uma grande quantidade de terras do Reino da Sérvia, que incluía a Macedônia e a grande extensão ao redor de Niš. Após a derrota, a Bulgária perdeu sua costa no Mar Egeu e suas terras conquistadas na Sérvia.
Durante o período entre guerras, não houve nenhuma mudança nas fronteiras, mas houve um incidente em Petrich, que foi o único conflito travado internacionalmente durante esse período. Depois que primeiros-ministros pró-alemães foram eleitos, a Bulgária entrou na Segunda Guerra Mundial ao lado das potências do Eixo. Após a invasão da Iugoslávia e também da Grécia, a Bulgária obteve novamente um litoral no Mar Egeu e na Macedônia com Pirot. Após a invasão soviética da Bulgária em 1944, os búlgaros obtiveram o sul de Dobruja.

## Demografia
Como a população era composta em 85% por búlgaros étnicos, havia relativamente pouca discórdia social, além do conflito entre os que tinham e os que não tinham. A maioria dos habitantes de Sófia mantinha laços estreitos com o campo, mas isso não impediu uma ruptura entre os camponeses e a classe urbana (ou seja, Sófia versus todos os outros), embora alguns tenham sido resultado de manipulação deliberada por políticos que buscavam tirar vantagem da desconfiança tradicional dos camponeses em relação ao "civilizado efeminado". Na maioria das vezes, porém, isso se devia a uma disputa entre governantes e governados. Cerca de 14% da população era muçulmana, a maioria turcos (ou seja, o remanescente da classe proprietária de terras), mas também um punhado dos chamados "pomatsi" (búlgaros étnicos que praticavam o islamismo). A população muçulmana estava alienada dos cristãos ortodoxos dominantes devido a razões religiosas e históricas.

## Educação

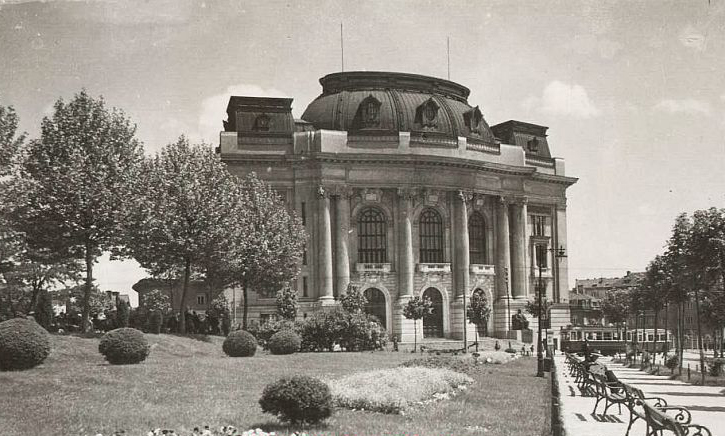
Universidade de Sófia em 1935

Em 1909, um ano após a independência da Bulgária, uma lei foi adotada para mudar a estrutura do sistema educacional, mantida com pequenas mudanças ao longo de várias décadas. Nos anos do pós-guerra, 1919-1923, houve estagnação nas atividades de educação comparada. Todas as condições de funcionamento da educação pioraram extremamente. Os governos do pós-guerra provocaram uma situação política e social instável. Em terceiro lugar, a principal tarefa do Ministério da Educação era restabelecer as funções normais das escolas neste país, deixando de lado todas as outras actividades. O ensino secundário inferior foi convertido por lei em ensino júnior, com um curso de três anos de estudo, e passou a ser sucedido pelas escolas primárias e básicas das escolas secundárias. A educação obrigatória tornou-se obrigatória para crianças de 7 a 14 anos, mas só se aplicava a alunos do ensino fundamental. Escolas de ensino médio foram criadas. Mudanças significativas foram feitas na educação com a lei de Stoyan Omarchevski. Institutos de educação básica foram criados, os cursos do ensino médio foram divididos em cursos inferiores e superiores. Após o golpe de estado de 1923, a educação mudou muito, inclusive a transição do ensino primário para o secundário passou a ser decidida por exames de admissão, o que também foi introduzido para os formados no ensino secundário incompleto. A religião também se tornou uma disciplina obrigatória no ensino médio.
Em comparação com a economia, o sistema educacional da Bulgária era mais bem-sucedido, e menos da metade da população era analfabeta. Eram necessários oito anos de escolaridade e mais de 80% das crianças frequentavam a escola. Para os poucos alunos especiais que passavam do ensino fundamental, as escolas de ensino médio eram baseadas no ginásio alemão. Exames competitivos eram usados para julgar os candidatos à faculdade, e a Bulgária tinha várias escolas técnicas e especializadas, além da Universidade de Sófia. Muitos estudantes búlgaros também foram para o exterior, principalmente para a Alemanha e a Áustria depois que os laços educacionais com a Rússia terminaram em 1917. No geral, a educação chegou a mais classes baixas do que em qualquer outro lugar da Europa Oriental, mas o lado negativo é que muitos estudantes obtiveram diplomas em artes liberais e outras disciplinas abstratas e não conseguiram encontrar trabalho em nenhum lugar, exceto na burocracia governamental. Muitos deles gravitaram em direção ao Partido Comunista Búlgaro.

## Economia
O estado búlgaro na virada do século XX era uma nação rural, agrária, relativamente pouco industrializada e economicamente atrasada, cujo desenvolvimento econômico era prejudicado por guerras e perdas territoriais. Cerca de 37,8% da população de aproximadamente 4,3 milhões eram camponeses rurais; em 1910, os moradores urbanos representavam 19,1% da população total, um número que permaneceu relativamente inalterado desde que a Bulgária conquistou a independência do domínio otomano quase 30 anos antes.
A taxa de alfabetização era baixa: em 1900 era de 58% na capital Sófia, 40% em todas as outras cidades e 15% nas áreas rurais. O caráter agrário da sociedade búlgara refletiu-se na indústria búlgara, que era completamente dominada pela produção têxtil, de alimentos e bebidas: em 1911, esses setores representavam quase 90% da produção industrial búlgara total. Além disso, a indústria búlgara era extremamente ineficiente: a produção per capita era de apenas 28,3 levas (a unidade monetária búlgara), em comparação com 1.128 per capita nos EUA; até a indústria russa provou ser mais eficiente, com cerca de 150 levas per capita. 
Dois anos após a independência, em 1910, o produto nacional bruto (PNB-PPC) per capita era de US$ 270, o último na Europa e nos Bálcãs. Devido às Guerras dos Balcãs, o custo financeiro apenas contra o Império Otomano foi de 1,3 mil milhões de francos.  O comércio externo caiu drasticamente em 1913, com as exportações reduzidas em 40% e as importações em 11%. Isto levou a um défice comercial crescente de mais de 87 milhões de levs em 1914.   Antes da guerra, os grãos eram uma das principais commodities de exportação da Bulgária, sendo Dobruja a área mais produtiva. O estado teve um cuidado especial com o desenvolvimento da região; construiu ferrovias para transportar grãos e outras exportações para o porto de Varna, cujas instalações foram desenvolvidas a um grande custo. Em 1912, movimentava mais mercadorias do que Salonica. 
Em 1938, o PIB-PPC per capita subiu para 420 dólares, colocando a Bulgária à frente da Iugoslávia, Romênia, Polônia, Portugal e da Espanha da guerra civil nesta medida. O PIB real per capita em 1939, equivalente ao valor do dólar de 2011, era de US$ 2 649, o terceiro menor da Europa, depois da Iugoslávia e da Romênia. Em 1939, 73,5% da receita industrial provinha da agricultura e 26,5% da indústria e da construção. Mais de 82% da força de trabalho em 1924 estava na agricultura, e esta percentagem permaneceu quase inalterada até 1945. A situação política instável e os conflitos internos fizeram com que o Reino da Bulgária fosse o mais pobre, ou estivesse entre os países mais pobres da Europa.

### Setores
Embora mais bem-sucedida do que o resto da Europa Oriental, a agricultura búlgara ainda sofria com as desvantagens da tecnologia atrasada e, especialmente, da superpopulação rural e das terras dispersas (devido à prática tradicional de um camponês dividir sua terra igualmente entre todos os filhos sobreviventes). E todas as exportações agrícolas foram prejudicadas pelo início da Grande Depressão. Ainda assim, o país evitou uma grande crise alimentar. 
Milhares de trabalhadores camponeses envolvidos em atividades agrícolas foram vítimas durante as guerras. O número de cavalos, ovelhas, gado e gado disponíveis era entre 20% e 40% menor. O acontecimento mais prejudicial foi a perda do sul de Dobruja: era responsável por 20% da produção de cereais da Bulgária antes das guerras e continha as maiores e mais desenvolvidas comunidades agrícolas búlgaras. Isto, combinado com o mau tempo, limitou a colheita de todas as culturas a 79% do nível anterior à guerra em 1914. Por outro lado, uma economia subdesenvolvida significava que a Bulgária tinha poucos problemas com dívidas e inflação. Pouco menos da metade da indústria era de propriedade de empresas estrangeiras, em contraste com quase 80% da indústria romena. 
A produtividade agrícola era muito baixa. As parcelas eram pequenas e quase exclusivamente menores que 50 acre(s)s (20 ha), mas eram trabalhadas intensivamente e até mesmo as menores fazendas 5 acre(s)s (2 ha) frequentemente produziam colheitas para venda no mercado. Como em outras partes da Europa Oriental, os camponeses búlgaros tradicionalmente cultivavam grãos para seus proprietários de terras. Após a guerra, eles não puderam ser comercializados de forma eficaz devido à concorrência dos Estados Unidos e da Europa Ocidental. No entanto, eles conseguiram mudar com pouca dificuldade para culturas de jardim e tabaco, ao contrário de outros países onde o campesinato sofreu mais devido à dependência contínua do milho e do trigo. No final da década de 1930, a Bulgária produzia, em média, o dobro por hectare dos países europeus desenvolvidos, incluindo aqueles com piores condições climáticas ou de solo do que a Bulgária.
Entre 1934 e 1945, a área média de terra arável caiu de 0,5 para 0,4 hectares por fazenda. Em 1945, havia 1,2 milhão de fazendas no país, quase todas pequenas e incapazes de se sustentar. Apenas as grandes explorações agrícolas aumentaram de área no mesmo período, mas detinham apenas 2% das terras aráveis. A fragmentação da terra se deveu aos padrões de herança familiar e à necessidade de fornecer terras para a crescente população rural. Em 1930, quase 50% da força de trabalho agrícola estava desempregada e o emprego no inverno caiu para 30%. A deflação e o aumento de impostos para travar a dívida externa fizeram com que o rendimento total da população rural caísse para metade entre 1929 e 1933.
O setor industrial é fraco e não desempenha um papel significativo na economia. Entre 1895 e 1928, uma série de medidas foram tomadas para estimular a indústria, como importações de máquinas isentas de impostos, isenções fiscais e baixas taxas de frete. No período entre a Primeira Guerra Mundial e a Grande Depressão, especialmente entre 1926 e 1929, a produção industrial duplicou. O aumento ocorreu principalmente em têxteis, cerâmica e eletricidade; quase todas as outras indústrias, incluindo moagem e processamento de alimentos, couro, marcenaria e metalurgia, foram enfraquecidas.
Na década de 1930, muitas das medidas de incentivo foram retiradas, e o estabelecimento de novas empresas foi praticamente proibido. Os existentes continuaram não sendo competitivos. Em 1941, existiam no reino 3.467 empresas privadas, 130 estatais e 275 cooperativas, com uma média de 26 trabalhadores. Naquele ano, 41,3% da indústria consistia em manufatura e artesanato de pequena escala, 54,6% em manufatura de grande escala e 4,1% representavam atividades de construção. A nível internacional, a Bulgária ficou atrás dos principais países industriais europeus.